# Chromolampis nigromaculata
Chromolampis nigromaculata är en insektsart som först beskrevs av Marius Descamps och Christiane Amédégnato 1970.  Chromolampis nigromaculata ingår i släktet Chromolampis och familjen Romaleidae. Inga underarter finns listade i Catalogue of Life.